# Tihishit
Tihishit ist die von Robert Nicolaï vorgeschlagene Sammelbezeichnung für die von Nomaden in Zentral-Niger gesprochenen Dialekte Tagdal und Tabarog, die zum Nördlichen Songhai gehören.
„Tihishit“ ist ein Wort aus der Tuareg-Sprache Tamahaq, das „Sprache der Schwarzen“ bedeutet.
```
                   Nördliches Songhai
                  /                  \
          Nomadisch                    Sesshaft
         /         \                     /      \
   
Tadaksahak
    Tihishit             
Tasawaq
    
Korandje

                /       \              /     \
             Tagdal   Tabarog    Ingelsi   Emghedeshie
                                           (ausgestorbene Sprache von 
Agadez
)
```